# 小萬山島
小萬山島位於中國廣東海上，為萬山群島其中的一個島嶼。
21°57′2.3076″N 113°41′35.7324″E / 21.950641000°N 113.693259000°E

## 簡介
小萬山島為萬山群島西南端的一個島嶼，在大萬山島的西方，距離大萬山島約1000米。小萬山島面積約有4.35平方公里。小萬山島水源較充足，有多條小溪，終年有水。小萬山島旁邊有南屏門，可為規劃中的港口提供航道。